# Port del Comte (Sardenya)

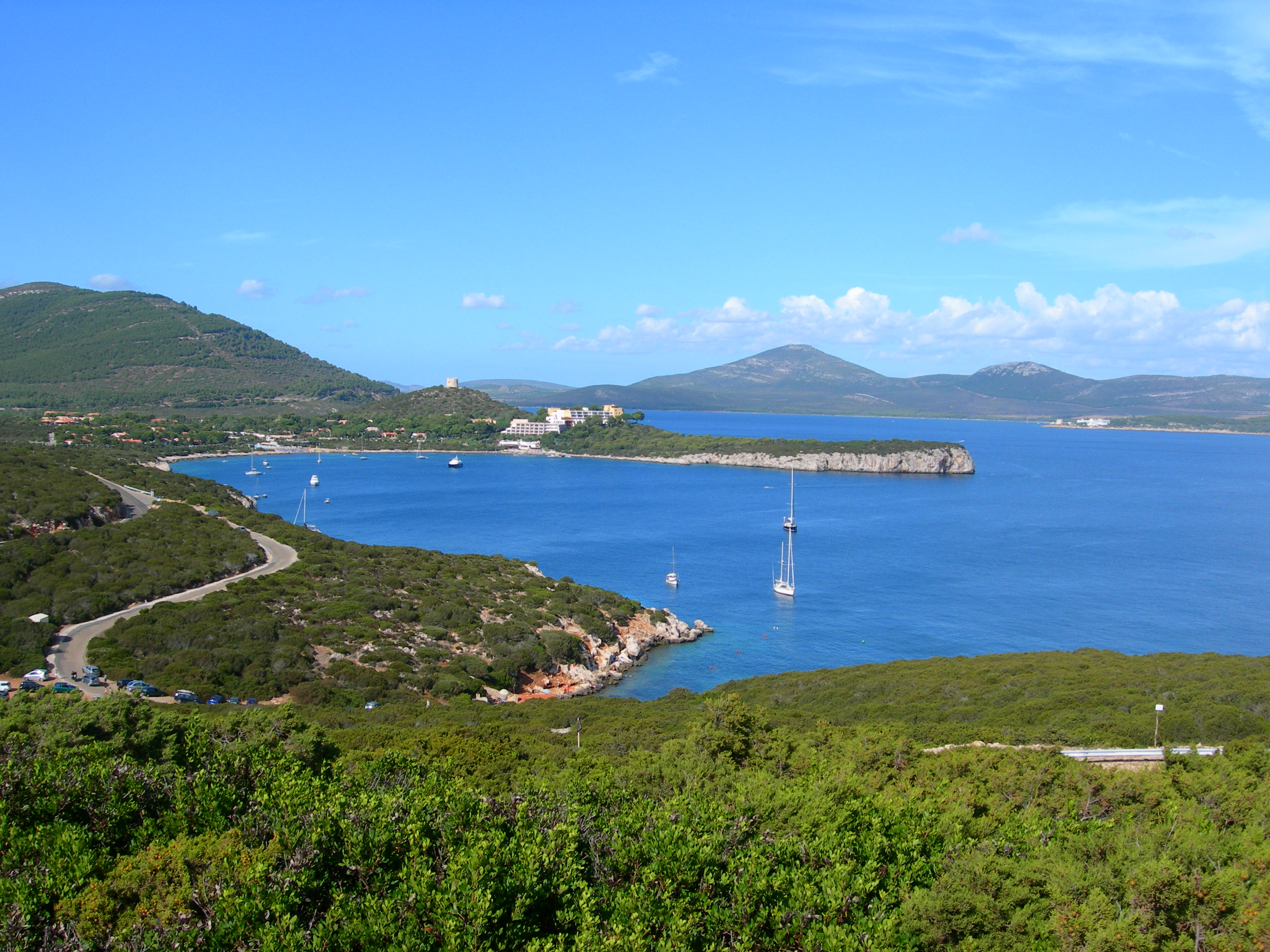
Vista del Port del Comte des de cap de la Caça

Port del Comte (Porto Conte, en italià) és la badia més gran de la costa de la Ribera del Corall, a la part nord-oest de l'illa de Sardenya i dins el terme municipal de la ciutat de l'Alguer, a una distància d'aquesta ciutat d'uns 20 quilòmetres. La badia està tancada pel cap de la Caça i la punta del Lliri. Des de la boca d'entrada fins al fons hi ha una distància d'uns 6 km per una amplada de 2,5 km, aproximadament. La part costanera està formada per petites cales, penya-segats i la llarga platja de sorra anomenada de Mugoni, que tanca la badia.
Coneguda en temps romans com a Portus Nimpharum (el port de les nimfes), és un dels majors ports naturals de la Mediterrània, la seva posició el situa al resguard dels vents del nord-oest. Per aquest fet, sempre ha tingut una gran importància estratègica en els segles passats. Des de fa alguns anys el lloc està subjecte a la protecció per la seva part terrestre al Parc Regional del Port del Comte, i en la seva vessant marina a l'Àrea Natural Protegida del Cap de la Caça - Illa Plana.
La seva posició estratègica ha propiciat que el lloc fos refugi d'embarcacions de pescadors i de naus comercials i de guerra. Als seus fondals s'hi han trobat diferents embarcacions romanes. Com a fets d'armes més destacats el 27 d'agost de 1353 fou escenari de la batalla naval de Port del Comte, durant la qual les flotes catalana i veneciana, capitanejades per l'almirall Bernat II de Cabrera, derrotaren l'armada genovesa, fet que acabaria condicionant la incorporació de l'Alguer en particular i de Sardenya en general a la Corona d'Aragó.
Durant les guerres napoleòniques l'armada britànica dirigida per l'almirall Horatio Nelson tenia una de les seves bases a la costa nord occidental de Sardenya. Aquesta presència britànica permetia controlar les entrades i sortides de l'armada francesa, que tenia -i té encara- la seva seu del mediterrani al port de Toló. La badia del Port del Comte fou un refugi segur durant tot el conflicte per les naus britàniques, aliats amb els sards fidels a la Casa de Savoia, que lluitaven per impedir el desembarcament dels francesos a l'illa de Sardenya.

## Localitats i llocs d'interès
- Cova de Neptú
- Cap de la Caça
- Maristel·la
- Punta del Lliri
- Illa Foradada
- Illa Plana
- Torre Nova
- Torre del Portitxol
- Torre del Tramariu
- Torre del Bol
- Nurag de Palmavera
- Santimbènia